# Chiesa di Gerusalemme

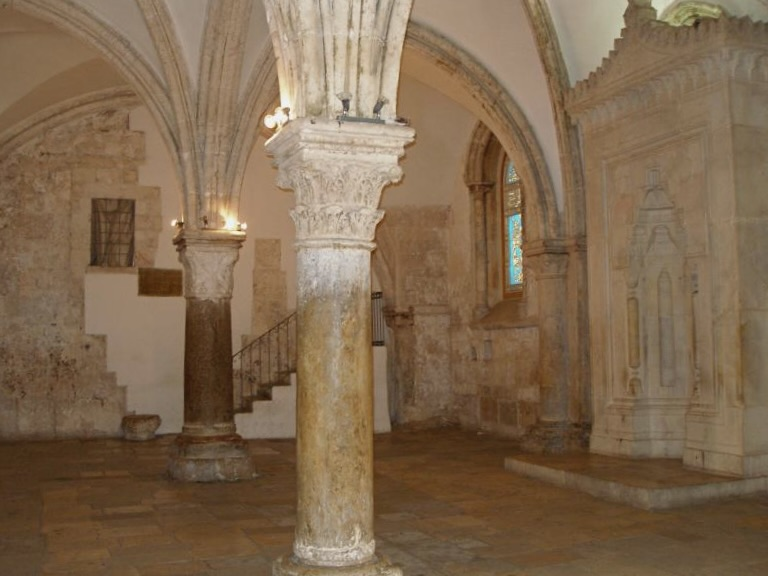
Il Cenacolo, ritenuto il luogo dove aveva sede la prima comunità cristiana di Gerusalemme.

La Chiesa di Gerusalemme, intesa come comunità (in greco "ekklesia"), è considerata anche come la prima Chiesa cristiana. Essa ebbe una grande importanza nel I secolo, fino alla distruzione della città da parte dei romani nel 70 e anche in seguito, in tono minore, fino alla seconda distruzione della città sacra da parte di Adriano nel 135 e la sua successiva rifondazione come Aelia Capitolina.

## Origini e caratteristiche
Le fonti a disposizione per la storia delle origini di questa chiesa sono: il Nuovo Testamento (in particolare gli Atti degli apostoli e alcune lettere di San Paolo). Le altre "fonti" vennero redatte ben tre secoli dopo. Si tratta della Storia ecclesiastica di Eusebio di Cesarea (in cui si utilizzano altre fonti più antiche) e l'opera di Giuseppe Flavio.
Secondo i Vangeli, tre giorni dopo che Gesù fu messo a morte sarebbe resuscitato e apparso agli Apostoli (in particolare Pietro e Giacomo) e ad altri discepoli. Questo gruppo di persone, di origine eterogenea (ad esempio gli Apostoli erano galilei quindi non originari di Gerusalemme), decise di stabilirsi nella città santa degli ebrei nella probabile convinzione che da lì a poco sarebbe avvenuta la fine dei tempi. Gli Apostoli costituirono il nucleo centrale della nascente comunità cristiana, insieme ai familiari di Gesù e ad alcune donne venute dalla Galilea. Attorno a questo nucleo si radunarono i primi cristiani.
Il gruppo iniziò a svolgere una vita comunitaria: 
(Atti 4,32)
Gli apostoli si recavano ogni giorno al tempio per annunciare il regno di Dio e di Gesù Cristo, suscitando l'irritazione dei sacerdoti e dei sadducei. Più volte furono arrestati.
Quando volevano pregare tra loro, i cristiani si riunivano sotto il portico di Salomone At5,12:
(Atti 2,42)
Dagli Atti degli Apostoli si deduce che il capo della Chiesa di Gerusalemme era Giacomo, fratello di Gesù, mentre a Pietro e Giovanni venne affidato il compito di evangelizzare la Samaria. Un momento significativo per la vita della comunità di Gerusalemme fu l'istituzione degli "assistenti" da cui successivamente scaturiranno i diaconi, gli anziani e i presbiteri, questi ultimi già di matrice ebraica. I primi assistenti furono sette fedeli cui fu attribuito il compito di prendersi cura delle vedove e dei poveri, ma pure di predicare e guarire. Essi furono (nello stesso ordine del testo biblico): Stefano,  Filippo, Pròcoro, Nicànore, Timone, Parmenàs e Nicola. Scelti durante un'assemblea, furono consacrati dagli apostoli con l'imposizione delle mani, negli Atti degli Apostoli è menzionato il martirio di Stephanos (Atti, 7, 56-60), che fu lapidato a causa non del servizio alle vedove ma della sua predicazione che i giudei consideravano blasfema, specie in considerazione del fatto che fosse greco e non giudeo.
La chiesa subì un colpo durissimo con la condanna a morte di Stefano. In seguito al martirio di Stefano, scoppiò una violenta persecuzione e Giacomo, fratello di Giovanni, fu ucciso. I cristiani si dispersero: molti partirono da Gerusalemme ed iniziarono a predicare in Galilea e in Samaria. Tra essi, Filippo diacono.
Dapprima il Vangelo fu annunziato solamente agli ebrei. I convertiti venivano battezzati. Poi uno degli apostoli si recava nella nuova comunità e infondeva su di essi lo Spirito Santo (At8,14-17). In seguito all'allargamento della comunità, gli apostoli furono affiancati da un gruppo di anziani, chiamati presbiteri.
Pietro fu il protagonista della prima conversione di un pagano al cristianesimo.  Secondo il racconto biblico conferì il battesimo a un ufficiale dell'esercito romano, Cornelio. Dopo la conversione di Cornelio, i cristiani capirono che potevano accogliere nella nuova fede tutti gli uomini indistintamente, anche coloro che non conoscevano la Legge di Mosè.
Gli apostoli inviarono allora due uomini di comprovata fede, Paolo (già persecutore dei cristiani e convertito sulla via di Damasco) e Barnaba, presso i pagani. Essi si trasferirono quindi in Anatolia e lì cominciarono a predicare anche a persone di origine non ebraica, costituendo le prime comunità cristiane composte da membri non nati nell'ebraismo. 
Ma non tutti i cristiani accettarono queste decisioni, specialmente coloro che, nonostante le persecuzioni, erano rimasti in Giudea.
Fu necessario organizzare un'assemblea generale, conosciuta storicamente come Concilio di Gerusalemme, per stabilire una condotta unanime e condivisa. 
Da una parte vi erano coloro che sostenevano che solo i circoncisi potessero diventare cristiani. Dall'altra invece coloro che ritenevano che tutti potessero aderire alla nuova religione. Prevalse la seconda posizione. Fu deciso inoltre di stabilire regole speciali per rendere accettabili i costumi dei convertiti dal paganesimo.
Tali prescrizioni furono messe per iscritto in una lettera, che fu indirizzata alle comunità cristiane di Antiochia (e di Siria in generale) e di Cilicia (la regione originaria di Saulo, 15,22-29).
Le decisioni prese a Gerusalemme (intorno al 49) determinarono per i secoli seguenti lo sviluppo del cristianesimo nel mondo.

## La successione di Giacomo alla guida della comunità
Nel 62 d.C. Giacomo il Giusto fu condannato a morte per ordine del sommo sacerdote Anania.

Eusebio di Cesarea descrive così gli eventi successivi a Giacomo, ben tre secoli dopo:
All'unanimità venne scelto Simeone, il figlio di Cleopa, di cui anche il vangelo fa menzione, come degno successore al seggio episcopale di quella sede. Egli era un cugino, come si diceva, del Signore, in quanto Egesippo segnala che Cleopa era un fratello di Giuseppe"»
(Storia ecclesiastica, libro III, capitolo 11)
Essendosi diffusa la voce che essi appartenevano alla stirpe di Davide, furono portati dall'evocatus al cospetto dell'imperatore Domiziano, che temeva la venuta di Cristo allo stesso modo di Erode. Egli chiese loro se fossero discendenti di Davide, al che essi risposero affermativamente. Poi fu loro chiesto quante proprietà o quanto denaro avessero. Entrambi risposero che avevano solo novemila denari, suddivisi in due metà ciascuno. La proprietà non consisteva in argento, ma di un fondo di soli 15 ettari, sul quale pagavano le tasse e che coltivavano direttamente. Al che mostrarono le loro mani, assieme alla rozzezza dei loro corpi e ai calli provocati dalla fatica come prova della loro attività. Quando fu chiesto loro di Cristo e del suo regno, di che specie fosse e dove e quando sarebbe dovuto manifestarsi, essi risposero che il regno non era temporale o terrestre, ma celeste e angelico, che sarebbe apparso alla fine del mondo, quando sarebbe venuto nella gloria per giudicare i vivi e i morti, e a rendere a ciascuno secondo le sue opere. All'udire ciò Domiziano non ritenne di procedere oltre, ma giudicandoli di nessuna importanza li lasciò andare, e decretò di non perseguitare la chiesa. Ma al loro rilascio essi governarono le chiese poiché erano testimoni e parenti del Signore. La pace fu quindi ristabilita, e vissero fino al tempo di Traiano. Questo è quanto riporta Egesippo.
Anche Tertulliano menziona Domiziano con le seguenti parole: "Domiziano, che condivideva la crudeltà di Nerone, cercò inizialmente di comportarsi allo stesso modo. Ma siccome egli possedeva, suppongo, una certa intelligenza, cessò ben presto, e richiamò coloro che erano stati banditi. In seguito, dopo che Domiziano ebbe regnato per 15 anni, e Nerva gli succedette all'impero, il Senato di Roma, secondo gli scrittori che riportano la storia dell'epoca, votò per la cancellazione dell'onore di Domiziano, e quelli che erano stati ingiustamente banditi poterono ritornare alle loro case e riacquisire i loro beni. Fu in quest'epoca che Giovanni poté rientrare dall'esilio nell'isola e stabilirsi a Efeso.»
(Storia ecclesiastica, libro III, capitolo 20)

## Cronotassi dei vescovi giudeo-cristiani di Gerusalemme
Secondo Eusebio di Cesarea: 
(Storia ecclesiastica, libro IV, capitolo 5,34)
1. Giacomo, fratello del Signore † (fino al 62 deceduto)
2. Simeone I † (62 - 107 deceduto)
3. Giusto I † (107 - 113 deceduto)
4. Zaccheo † (113 - attorno al 116 deceduto)
5. Tobia †
6. Beniamino †
7. Giovanni I †
8. Mattia † (? - attorno al 120 deceduto)
9. Filippo † (? - attorno al 124 deceduto)
10. Seneca †
11. Giusto II †
12. Levi †
13. Sant'Efrem I †
14. Giuseppe I †
15. Giuda † (? - attorno al 135 deceduto)